# Gleichförmigkeit einzeldosierter Arzneiformen
Die Prüfung Gleichförmigkeit einzeldosierter Arzneiformen ist eine im Europäischen Arzneibuch (Pharmacopoea Europaea, Ph. Eur.) beschriebene Prüfung, die dazu dient, die Gleichmäßigkeit der Dosierung von abgeteilten Arzneiformen wie beispielsweise Tabletten zu bestimmen. Die Gleichförmigkeit ist in der Ph. Eur. definiert als „Grad der Gleichförmigkeit der Menge an Wirkstoff in einer bestimmten Anzahl von Einheiten“.

## Geltungsbereich der Prüfung
Allgemein – also falls nichts anderes vorgeschrieben ist – gelten die Anforderungen der Prüfung für jeden einzelnen Wirkstoff, den eine einzeldosierte Arzneiform enthält.
Nach Arzneibuch gelten die Spezifikationen der Prüfung – falls nichts anderes vorgeschrieben ist – nicht für Suspensionen, Emulsionen und Gele in Einzeldosisbehältnissen zur dermalen Anwendung. Für Multivitamine und Spurenelemente in Zubereitungen ist die Prüfung nicht erforderlich.
In den meisten Monografien des europäischen Arzneibuchs findet die Prüfung keine Anwendung für in der Zubereitung enthaltene pflanzliche Drogen und Zubereitungen daraus.

## Durchführung der Prüfung

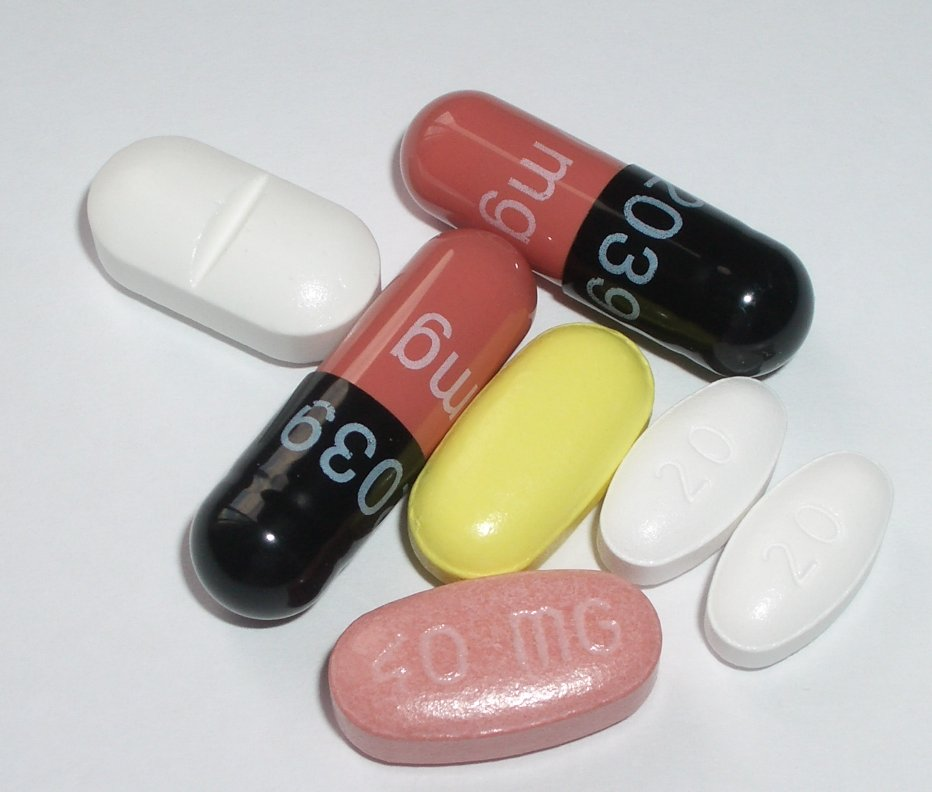
Tabletten und Hartkapseln müssen einen gleichförmigen Wirkstoffgehalt aufweisen.

Zunächst wird ermittelt, ob die Prüfung auf Gleichförmigkeit anhand des Wirkstoffgehalts oder der Masse der Arzneiform durchzuführen ist (Prüfvorschrift „Gleichförmigkeit des Gehalts“ oder „Gleichförmigkeit der Masse“). Die Prüfung des Gehalts ist prinzipiell immer anwendbar, die Prüfung der Masse nur in einigen Fällen erlaubt.
Die Prüfung des Wirkstoffgehalts unterteilt sich im nächsten Schritt nach dem „Aggregatzustand“ des Arzneimittels. Während feste Darreichungsformen direkt einem geeigneten Verfahren zugeführt werden können, müssen flüssige und halbfeste zum Beispiel vorher gut gemischt werden.
Wenn spezielle Voraussetzungen erfüllt sind, wie eine relative Standardabweichung des Gehaltes von weniger als 2 % und eine vorhandene Genehmigung der Zulassungsbehörde, darf die "Gleichförmigkeit der Masse" durchgeführt werden. Die Prüfung der Masse ist feiner aufgegliedert: Nicht überzogene Tabletten und Filmtabletten werden lediglich gewogen. Kapseln dagegen werden voll und leer gewogen, wobei der Wirkstoffgehalt aus der Differenz der Massen – und dem Ergebnis der Gehaltsbestimmung – bestimmt wird. Während Hartkapseln einfach geöffnet und entleert werden können, müssen Weichkapseln unter anderem aufgeschnitten und mit einem geeigneten Lösungsmittel ausgewaschen werden.
Für die Prüfung flüssiger und halbfester Darreichungsformen wird zuerst die Menge an Produkt entnommen, die „unter Bedingungen der üblichen Verwendung“ aus dem Behältnis entnehmbar ist – die Menge also, die man normalerweise zur Anwendung entnehmen würde bzw. könnte.
Nach der praktischen Bestimmung des Gehalts bzw. der Masse muss der Akzeptanzwert berechnet werden. Entspricht dieser Wert den durch das Arzneibuch vorgegebenen Kriterien, so hat die Darreichungsform die Prüfung bestanden.
Der Akzeptanzwert AV berechnet sich nach der Formel:
{\displaystyle AV=|M-X|+ks}
in die ein Referenzwert M [%], der Mittelwert der Einzelgehalte X [%], eine sogenannte Akzeptanzkonstante k und die Standardabweichung s [%] einfließen. Der Referenzwert M ist seinerseits vom „festgelegten Gehalt je Dosiseinheit zum Zeitpunkt der Herstellung“ T abhängig. Im Normalfall wird T=100 % angenommen und der Referenzwert M richtet sich dadurch nach dem gemessenen Durchschnittsgehalt in Abhängigkeit vom deklarierten Sollgehalt. Ist der gemessene Mittelwert der Einzelgehalte kleiner als 98,5 % des Sollgehalts, beträgt der M-Wert 98,5 %. Sollte der Mittelwert der Einzelgehalte größer als 101,5 % sein, wird M mit 101,5 % festgelegt. Ansonsten ist M=X.
Der Wert der Akzeptanzkonstante k nimmt je nach Teststufe verschiedene Werte an. Im ersten Durchgang der Prüfung werden nur 10 Einheiten der Darreichungsform geprüft und k beträgt dabei 2,4. Wenn das Ergebnis nicht dem erforderlichen Akzeptanzwert "L1" entspricht, müssen in einer zweiten Teststufe 20 weitere Einheiten überprüft werden, und k beträgt 2,0.
Im letzten Schritt wird der Akzeptanzwert beurteilt, indem er mit dem maximalen Akzeptanzwert L1 verglichen wird. Für alle Darreichungsformen gilt, dass die Prüfung bestanden ist, wenn der Akzeptanzwert der ersten 10 Einheiten kleiner oder gleich L1 ist (üblicherweise 15,0 %).
Wenn der Akzeptanzwert L1 übersteigt müssen 20 weitere Einheiten geprüft werden. Ein neuer Akzeptanzwert wird für alle 30 Einheiten berechnet. Dieser neue Wert darf L1 nicht übersteigen. Des Weiteren darf kein Einzelgehalt außerhalb von 
{\displaystyle (1\pm L2*0{,}01)M}
liegen. L2 ist eine weitere Prüfgröße und beträgt, wenn nichts anderes vorgeschrieben ist, 25,0.

## Spezialfälle
In einigen Fällen entsprechen die Darreichungsformen Kriterien, die sie für die weniger aufwendige Prüfung „Gleichförmigkeit der Masse“ qualifizieren. So müssen beispielsweise Weichkapseln mit enthaltenen Lösungen nicht nach „Gleichförmigkeit des Gehalts“ geprüft werden.
Um in diesem Fall den Akzeptanzwert zu berechnen, müssen die Ergebnisse des Wiegens zu Angaben über den Wirkstoffgehalt umgewandelt werden. Der erhaltene Einzelgehalt wird in die oben beschriebene Berechnung eingefügt.

## Unterschiede zu älteren Prüfvorschriften
Gegenüber den älteren Prüfungen „Gleichförmigkeit der Masse einzeldosierter Arzneiformen“ und „Gleichförmigkeit des Gehalts einzeldosierter Arzneiformen“ unterscheidet sich die Prüfung dadurch, dass ihr auch Annahmen über die statistische Verteilung des zu prüfenden Qualitätsmerkmals – der Gleichförmigkeit – zugrunde liegen. Es handelt sich also um eine parametrische Prüfung, gegenüber den nicht- bzw. teilparametrischen älteren Prüfungen.
Das europäische Arzneibuch schreibt im Verlauf der Berechnung des Akzeptanzwerts vor, die berechneten bzw. bestimmten Einzelgehalte als Prozentsatz des angegebenen Gehalts auszudrücken. Im Gegensatz zu den Prüfungen von Gehalt und Masse bezieht sich die Prüfung also auch auf die Richtigkeit des Gehalts bzw. der Masse.
Weiterhin werden in der Prüfung „Gleichförmigkeit des Gehalts“ Wirkstoffe unter 2 mg bzw. 2 % der Gesamtmasse der Einzeldosis berücksichtigt. Alle darüber liegenden Dosen bzw. Anteile werden nach „Gleichförmigkeit der Masse“ geprüft.
Im Unterschied dazu kann die Prüfung „Gleichförmigkeit des Gehalts“ nach Vorgaben der „Gleichförmigkeit einzeldosierter Arzneiformen“ in allen Fällen angewendet werden. In einigen Ausnahmen darf die Prüfung „Gleichförmigkeit der Masse“ durchgeführt werden. Beispiele sind Lösungen in Einzeldosisbehältnissen, feste Zubereitungen in Einzeldosisbehältnissen ohne weitere Zusätze, sowie Weichkapseln mit enthaltenen Lösungen.
Wenn die geprüften Einheiten nicht der Prüfung entsprechen, können zwei Gruppen von Fehlerquellen zugrunde liegen:
1. Die Einheiten haben keinen gleichmäßigen Wirkstoffgehalt. Zu erkennen ist dieser Fall an einer hohen Standardabweichung s. Je nach Arzneiform können unterschiedliche Prozessfehler die Ursache sein:
- Hartkapseln werden mit Mischungen aus Wirk- und Hilfsstoffen gefüllt. Diese können vor dem Befüllen ungenügend gemischt sein, wodurch einige Kapseln mehr Wirkstoff als andere enthalten.
- Tabletten werden häufig in volumendosierten Pressen hergestellt. Die Tablettenpressen vibrieren unter Umständen stark genug, um Pressgüter mit schlechten Fließeigenschaften während des Pressvorgangs zu verdichten. Die Folge ist, dass bei gleichem Volumen mit der Zeit immer größere Massen Pressgut in die Matrize der Presse gelangen, was zu immer schwereren Tabletten mit folgerichtig höherem Wirkstoffgehalt führt.

2. Die geprüften Arzneiformen haben zwar einen einheitlichen Gehalt, aber nicht den richtigen Wirkstoffgehalt. Diese Fehlerart ist an einem deutlich vom angegebenen Wert abweichenden Gehalt X zu erkennen. Gründe hierfür können vielfältig sein:
- Ein zu niedriger Gehalt kann neben Fehlern in der Herstellungsanweisung eine Wirkstoffzersetzung zur Ursache haben. Außerdem zeigen sich gelegentlich Fehler bei der Bestimmung von Hydraten (etc.), wenn der Gehalt korrekt bestimmt, aber als wasserfreie Substanz angegeben wird.
- Ein zu hoher Gehalt ist meist in Berechnungsfehlern begründet.

Bei Fehlern dieser zweiten Gruppe ist der zusätzliche Nutzen dieser neueren Prüfung zu erkennen; die Prüfung „Gleichförmigkeit des Gehalts einzeldosierter Arzneiformen“ würde hier ein falsch positives Ergebnis liefern, da die Richtigkeit nicht mit einbezogen ist.